# Hanksit
Hanksit je natrijev kalijev sulfatni mineral s formulo Na22K(SO4)9CO3)2Cl. Je edini mineral, ki poleg sulfatne skupine vsebuje tudi karbonatno skupino.

## Nahajališča
Mineral je bil prvič opisan leta 1888 na nahajališču Searles Lake, Kalifornija. Ime je dobil po ameriškem geologu Henryju Garberju Hanksu (1826–1907).
Njegova najpogostejša nahajališča so evaporitni depoziti (Searles Lake, Soda Lake, Mono Lake in Dolina smrti, vsi v Kaliforniji, ZDA). Njegovi kristali so veliki, vendar enostavni. Spremljajoči minerali v Searles Lake so halit, boraks, trona in aftitalit.

## Fizikalne lastnosti
Hanksit je lahko brezbarven, bel, siv, zele ali rumen, prozoren ali prosojen. Njegova trdota je 3 do 3,5, specifična teža pa približno 2,5, kar je malo pod povprečjem. Je slanega okusa in v ultravijolični svetlobi včasih bledo rumeno fluorescira. Njehov najpogostejši habit so šestrobe prizme ali ploščice s piramidastimi zaključki. Črta je bela. Včasih vsebuje vključke gline, okoli katere se je kristal razvil. 